# Goden sterven langzaam
Goden sterven langzaam is een hoorspel van Rainer Puchert. Götter sterben langsam werd op 26 juli 1971 door Radio Bremen uitgezonden. Martin Hartkamp vertaalde en bewerkte het en de NCRV zond het uit op maandag 27 januari 1975 (met een herhaling op vrijdag 27 juni 1975). De regisseur was Ab van Eyk. Het hoorspel duurde 43 minuten.

## Rolbezetting
- Broes Hartman (Kruin)
- Hein Boele (Streepvis)
- Paula Majoor (Duifje)

## Inhoud
Een heel groot aantal overblijfselen van bijgeloof - gebaren, uitroepen, bezweringsformules enz. - heeft zich tot in het tijdperk van de atoomsplitsing en de exploratie van het heelal weten te redden. De oude goden sterven dus langzaam, maar zijn nog altijd een (vage) bedreiging. Op die manier dienen “de goden” uit dit stuk verstaan te worden. De staat brengt elk jaar een mensenoffer om de goden gunstig te stemmen. Dat slachtoffer wordt door de computer aangewezen. Het zou moeilijk anders kunnen in een “moderne” maatschappij. Aangewezen wordt het jonge ambtenaartje Streepvis. Hij ontvangt bezoek van een hoge functionaris die de opdracht heeft hem langs wegen van geleidelijkheid en tact duidelijk te maken dat het offer van zijn leven wordt gevraagd. Streepvis heeft niet zo’n geweldige zin en aanvankelijk beschouwt hij alles als een grap. Langzamerhand wordt hem echter duidelijk dat het bittere ernst is.